# Парламент на Ангола
Парламента в Ангола е еднокамарен.
Състои се от 220 народни представители: 130 се избират пропорционално, 90 от всяка провинция на Ангола.
Парламентът се избира за срок от 4 години, но последните избори са проведени на 29 - 30 септември 1992 година. През 1997 година са запланувани парламентарни избори, но впоследствие са отложени за неопределено време.
На 5 и 6 септември 2008 година се провеждат парламентарни избори.

## Парламентарни избори 1992 година
| Партия | Гласоподаватели | % от гласоподавателите | Места |
| --- | --------------- | ---------------------- | ----- |
| Национално движение за освобождение на Ангола (Movimento Popular de Libertação de Angola)                                            | 2 124 126       | 53.74                  | 129   |
| Националният съюз за абсолютна независимост на Ангола (União Nacional para a Independência Total de Angola)                          | 1 347 636       | 34.10                  | 70    |
| Национален фронт за освобождение на Ангола (Frente Nacional de Libertação de Angola)                                                 | 94 742          | 2.40                   | 5     |
| Либерално демократическа партия (Partido Liberal Democrático)                                                                        | 94 269          | 2.39                   | 3     |
| Социална партия за подновяване (Partido Renovador Social)                                                                            | 89 875          | 2.27                   | 6     |
| Демократическа партия за подновяване (Partido Renovador Democrático)                                                                 | 35 293          | 0.89                   | 1     |
| Демократически алианс (AD-Coligação)                                                                                                 | 34 166          | 0.86                   | 1     |
| Социал демократическа партия (Partido Social-Democrata)                                                                              | 33 088          | 0.84                   | 1     |
| Партия на алианса на младежите, работещите и фермерите на Ангола (Partido da Aliança da Juventude, Operários e Campesinos de Angola) | 13 924          | 0.35                   | 1     |
| Анголски демократически форум (Fórum Democrático Angolano)                                                                           | 12 038          | 0.30                   | 1     |
| Анголски национален алианс (Partido Democrático para Progreso/Aliança Nacional Angolano)                                             | 10 620          | 0.27                   | 1     |
| Анголска национал-демократическа партия (Partido Nacional Democrático Angolano)                                                      | 10 281          | 0.26                   | 1     |
| Национал-демократически съюз за Ангола (Convenção Nacional Democrática de Angola)                                                    | 10 237          | 0.26                   | -     |
| Социалдемократическа партия на Ангола (Partido Social Democratico de Angola)                                                         | 10 217          | 0.26                   | -     |
| Независима анголска партия (Partido Angolano Independente)                                                                           | 9007            | 0.23                   | -     |
| Либерал-демократическа партия на Ангола (Partido Democrático Liberal de Angola)                                                      | 8025            | 0.20                   | -     |
| Демократическа партия на Ангола (Partido Democrático de Angola)                                                                      | 8014            | 0.20                   | -     |
| Анголска партия за промяна (Partido Renovador Angolano)                                                                              | 6719            | 0.17                   | -     |
| Общо | 3 952 277       | 100.00                 | 220   |

Източник